# Daniel Holgado
Daniel Holgado Miralles, dit Dani Holgado, né le 27 avril 2005 à Sant Vicent del Raspeig, est un pilote de vitesse moto espagnol. Champion du monde en FIM CEV Moto3 Junior en 2021 avec Aspar Junior Team, il est engagé en Championnat du Monde Moto3 depuis 2022.

## Biographie

### Débuts
Holgado remporte le Championnat du Monde FIM CEV Moto3 Junior 2021 avec l'Aspar Junior Team avec 208 points. En 2021 également, il fait ses débuts en Moto3 au Grand Prix moto de Catalogne en remplacement de Maximilian Kofler, qui souffre d'une fracture d'une vertèbre.
Plus tard dans la saison, il a été recruté par Tech3 pour les Grands Prix d'Émilie-Romagne et d'Algarve, en remplacement de Deniz Öncü, banni deux courses pour avoir provoqué un incident impliquant plusieurs pilotes au Grand Prix des Amériques.

### Moto3
Pour la saison 2022, Holgado devait initialement faire ses débuts avec l'équipe Red Bull KTM Tech3, aux côtés de Deniz Öncü. Cependant, il a été annoncé par la suite qu'Holgado rejoindrait Red Bull KTM Ajo, où il ferait équipe avec son compatriote Jaume Masià,. Holgado signe son premier podium en terminant à la troisième place du Grand Prix d'Aragon.
Lors de la saison 2023 Holgado rejoint Red Bull KTM Tech3. Il commence sa saison en remportant le Grand Prix du Portugal. Il signe également deux autres victoires aux Grand Prix de France et d'Italie.

## Résultats en Grand Prix

### Par saison
(Mise à jour après le Grand Prix moto d'Italie 2024)
| Saison | Catégorie | Moto  | Equipe             | GP | Victoire | Podium | Pole | M.Tour | Pts  | Position |
| ------ | --------- | ----- | ------------------ | -- | -------- | ------ | ---- | ------ | ---- | -------- |
| 2021   | Moto3     | KTM   | CIP Green Power    | 1  | 0        | 0      | 0    | 0      | 1    | 28e      |
| 2021   | Moto3     | KTM   | Red Bull KTM Tech3 | 2  | 0        | 0      | 0    | 0      | 3    | 28e      |
| 2022   | Moto3     | KTM   | Red Bull KTM Ajo   | 20 | 0        | 1      | 1    | 0      | 103  | 10e      |
| 2023   | Moto3     | KTM   | Red Bull KTM Tech3 | 20 | 3        | 7      | 1    | 2      | 220* | 5e       |
| 2024   | Moto3     | KTM   | Red Bull KTM Tech3 | 7  | 1        | 4      | 1    | 2      | 106  | 1er      |
| Total  | Total     | Total | Total              | 50 | 4        | 12     | 3    | 3      | 433  |          |

### Par catégorie
(Mise à jour après le Grand Prix moto d'Italie 2024)
| Catégorie | Saisons      | 1er GP         | 1er podium   | 1re victoire  | GP | Victoires | Podiums | Pole | M.Tour | Pts | Titre |
| --------- | ------------ | -------------- | ------------ | ------------- | -- | --------- | ------- | ---- | ------ | --- | ----- |
| Moto3     | 2021–présent | Catalogne 2021 | Aragon 2022  | Portugal 2023 | 50 | 4         | 12      | 3    | 3      | 433 | 0     |
| Total     | 2021–présent | 2021–présent   | 2021–présent | 2021–présent  | 50 | 4         | 12      | 3    | 3      | 433 | 0     |

### Par courses
(Les courses en gras indiquent une pole position; les courses en italiques indiquent un meilleur tour en course)
| Saison | Catégorie | Moto | 1      | 2     | 3     | 4       | 5       | 6     | 7      | 8       | 9       | 10    | 11     | 12     | 13    | 14    | 15     | 16      | 17     | 18      | 19    | 20     | Pos  | Pts |
| ------ | --------- | ---- | ------ | ----- | ----- | ------- | ------- | ----- | ------ | ------- | ------- | ----- | ------ | ------ | ----- | ----- | ------ | ------- | ------ | ------- | ----- | ------ | ---- | --- |
| 2021   | Moto3     | KTM  | QAT    | DOH   | POR   | SPA     | FRA     | ITA   | CAT 15 | GER     | NED     | STY   | AUT    | GBR    | ARA   | RSM   | AME    | EMI 20  | ALR 13 | VAL     |       |        | 28e  | 4   |
| 2022   | Moto3     | KTM  | QAT 16 | INA 9 | ARG 7 | AME Ret | POR Ret | SPA 9 | FRA 11 | ITA Ret | CAT Ret | GER 6 | NED 6  | GBR NC | AUT 8 | RSM 5 | ARA 3  | JPN Ret | THA 11 | AUS Ret | MAL 7 | VAL 10 | 10e  | 103 |
| 2023   | Moto3     | KTM  | POR 1  | ARG 4 | AME 5 | SPA 6   | FRA 1   | ITA 1 | GER 3  | NED 25  | GBR 3   | AUT 2 | CAT 20 | RSM 16 | IND 4 | JPN 3 | INA 14 | AUS 13  | THA 6  | MAL Ret | QAT 9 | VAL 8  | 5e   | 220 |
| 2024   | Moto3     | KTM  | QAT 2  | POR 1 | AME 2 | ESP 7   | FRA 2   | CAT 6 | ITA 8  | NED     | GER     | GBR   | AUT    | ARA    | RSM   | KAZ   | INA    | JPN     | AUS    | THA     | MAL   | VAL    | 1er* | 65* |

∗ saison en cours.
| Couleur | Résultat                     |
| ------- | ---------------------------- |
| Or      | Vainqueur                    |
| Argent  | 2e place                     |
| Bronze  | 3e place                     |
| Vert    | Terminé, dans les points     |
| Bleu    | Terminé, pas dans les points |
| Violet  | Abandon (Ab.) ou (Ret)       |
| Violet  | Non classé (NC)              |
| Rouge   | Pas qualifié (DNQ)           |
| Noir    | Disqualifié (DSQ)            |
| Blanc   | Pas au départ (DNS)          |
| Blanc   | Forfait (WD)                 |
| Blanc   | N'a pas participé (DNP)      |
| Blanc   | Blessé (INJ)                 |
| Blanc   | Exclu (EX)                   |
| Blanc   | Course annulée (C)           |